# گرت فرهین
گرت فرهین (به انگلیسی: Gert Verheyen) بازیکن فوتبال اهل بلژیک و عضو تیم ملی فوتبال بلژیک است که در تاریخ ۱۲ اکتبر ۱۹۹۴ میلادی اولین بازی ملی‌اش را مقابل تیم ملی فوتبال دانمارک انجام داد. او در ۵۰ بازی ملی حضور داشت و جمعاً ۳۵۳۳ دقیقه برای تیم ملی فوتبال بلژیک به میدان رفت. گرت فرهین آخرین بازی ملی خود را در تاریخ ۱۷ ژوئن ۲۰۰۲ میلادی در برابر تیم ملی فوتبال برزیل انجام داد. وی در بازی‌های ملی‌اش ۱۰ گل به ثمر رساند.